# Alliant RQ-6
Die Alliant RQ-6 Outrider ist eine Drohne. Sie wurde von der amerikanischen Firma Alliant Techsystems für eine Echtzeit-Aufklärung und Überwachung entwickelt.
Am 2. Mai 1996 wurde mit der Firma ein Vertrag über 53 Millionen US-Dollar für die Lieferung von 6 Outrider Systemen geschlossen. Die in die Länge gezogene und enttäuschende Entwicklung des Outrider-Programms führte allerdings dazu, dass die US-Armee sich nach Alternativen umsah. 1999 führte die Armee einen Vergleich zwischen der RQ-6A und der RQ-7A Shadow 200 durch. Da die RQ-7 besser abschnitt, wurde das Outrider-Programm schließlich Ende 1999 abgebrochen.
Insgesamt wurden 20 Outrider-Drohnen gebaut.

## Technische Daten
- Typ: Drohne
- Besatzung: 0
- Abmessungen
  - Länge: 3,20 m
  - Höhe: 1,55 m
  - Spannweite: 3,96 m
- Massen und Zuladung
  - Leergewicht: 185 kg
  - maximales Gewicht: 227 kg
  - maximale Nutzlast: kg
  - Treibstoff: 32 l
- Antrieb
  - Typ: UAV Engines AR801 Wankelmotor
  - Leistung: 42,5 PS
- Flugleistungen
  - maximale Geschwindigkeit: 203 km/h
  - Reisegeschwindigkeit: 167 km/h
  - Flughöhe: 4.570 m
  - Reichweite: 108 km
  - Flugdauer: 7 Std.